# Alex De Rakoff
Alex De Rakoff (Londres, 13 de novembro de 1970) é um escritor e diretor de cinema britânico, irmão da famosa desenhista de roupas Sophie De Rakoff.

## Filmografia
- O Garoto Cálcio (Título original: The Calcium Kid), 2004 - Roteiro e Direção
- Grand Theft Auto 2, 1999 - Direção de um video curta metragem para a empresa Rockstar Games